# 정읍북로
정읍북로(Jeongeupbuk-ro)는 전북특별자치도 정읍시 장명동 동초등학교교차로에서 정읍시 감곡면을 잇는 138,9km 도로이다

## 주요 경유지
전북특별자치도
- 정읍시 ( 장명동 . 북면 . 정우면 . 태인면 . 옹동면 . 감곡면 .

## 노선
| 이름                  | 접속 노선                       | 소재지 | 소재지 | 비고 |
| --------------------- | ------------------------------- | ------ | ------ | ---- |
| 동명초등학교앞 교차로 | 국도 제29호선 (충정로)          | 정읍시 | 장명동 |      |
| 용호 교차로           | 국도 제1호선 (정읍대로)         | 정읍시 | 장명동 |      |
| 2산단삼거리           | 지방도 제701호선 (서부산업도로) | 정읍시 | 북면   |      |
| 한교                  |                                 | 정읍시 | 북면   |      |
| 파출소삼거리          | 구평1길                         | 정읍시 | 북면   |      |
| 3산단삼거리           | 지방도 제708호선 (칠북로)       | 정읍시 | 북면   |      |
| 우산 교차로           | 국도 제1호선 (정읍대로)         | 정읍시 | 정우면 |      |
| 지경 교차로           | 국도 제1호선 (정읍대로)         | 정읍시 | 정우면 |      |
| 태서교                |                                 | 정읍시 | 태인면 |      |
| 거산교                |                                 | 정읍시 | 태인면 |      |
| 신내1교               |                                 | 정읍시 | 태인면 |      |
| 태인사거리            | 석지로 태인로                   | 정읍시 | 태인면 |      |
| 향교삼거리            | 수학정석길                      | 정읍시 | 태인면 |      |
| 태인삼거리            | 태인로                          | 정읍시 | 태인면 |      |
| 고천 교차로           | 국도 제30호선                   | 정읍시 | 태인면 |      |
| 오성 교차로           | 국도 제1호선 (정읍대로)         | 정읍시 | 태인면 |      |
| 오성교                |                                 | 정읍시 | 태인면 |      |
|                       | 옹동면                          | 정읍시 |        |      |
| 고천삼거리            | 국도 제1호선 (정읍대로)         | 정읍시 |        |      |
| 녹동 교차로           | 국도 제1호선 (정읍대로)         | 정읍시 |        |      |
| 용호교                |                                 | 정읍시 |        |      |
| 용호 교차로           | 국도 제1호선 (정읍대로)         | 정읍시 |        |      |
| 통석 교차로           | 국도 제1호선 (정읍대로)         | 정읍시 | 감곡면 |      |

## 주요 시설및 건물
- SK에너지 행복충전 신흥LPG충전소 (정읍북로 48/구룡동 674-10)
- S-OIL 신흥에너지주유소 (정읍북로 50/구룡동 672-9)
- 경동택배 정읍구룡655영업소 (정읍북로 95/구룡동 655-3)
- GS칼텍스 구룡주유소 (정읍북로 135/구룡동 594-2)
- 금호자동차공업사 (정읍북로 235/승부리 507-2)
- 우성자동차공업사 (정읍북로 255/승부리 505-1)
- S-OIL 셀프북일주유소 (정읍북로 537/화해리 41-10)
- 북면카공업사 (정읍북로 540/한교리 396-2)
- 전북정읍경찰서 북면파출소 (정읍북로 554/한교리 72-7)
- CJ대한통운 택배 (정읍북로 562/한교리 68-3)
- 북면 행정복지센터 (정읍북로 570/한교리 67-24)
- CU 정읍북면점 (정읍북로 631/화해리 5-18)
- 전북동물위생시험소서부지소 (정읍북로 800/한교리 1572-1)
- GS칼텍스 정읍태양주유소 (정읍북로 906/장학리 635-8)
- 태인청년회의소 (정읍북로 1177/태창리 430-1)
- 태인면 행정복지센터 (정읍북로 1193/태창리 425)
- 현대자동차 블루핸즈 태인점 (정읍북로 1203/태창리 410-1)
- 영길카 공업사 (정읍북로 1214/거산리 598-3)